# Кимкан
Кимкан (на руски: Кимкан) е село в Облученски район на Еврейската автономна област в Русия. Влиза в състава на Известковското градско селище.

## География
Селото е разположено на Транссибирската магистрала. Три километра южно от него преминава автомобилния път Чита – Хабаровск.
Кимкан се намира на едноименната река (десен приток на Кулдур, в басейна на река Бира).
Разстоянието до административния център, селището Известковий, е около 10 км (на изток по автомобилния път Чита – Хабаровск).

## Инфраструктура
- В селото се намира едноименната станция на Далекоизточната железопътна линия.